# Gangtok (distrikt)
Gangtok, till 2021 East District eller East Sikkim (nepali: पूर्व सिक्किम) är ett distrikt i den indiska delstaten Sikkim. Distriktet bytte namn då Pakyong avskildes. Den administrativa huvudorten är Gangtok.  Antalet invånare är 283 583.